# Padéma
Cet article concerne le village chef-lieu. Pour le département et la commune rurale, voir Padéma (département).
Padéma, parfois appelé Badéma ou Badéna, est un village du département de Padéma, dont il est le chef-lieu, situé dans la province du Houet et la région des Hauts-Bassins au Burkina Faso.

## Géographie
Padéma est localisée à 50 km au nord de Bobo-Dioulasso.

## Éducation et santé
Padéma accueille un centre de santé et de promotion sociale (CSPS).